# Qu Yanling
Qu Yanling (曲艳玲S, Qǔ YānlíngP; 2 aprile 1963) è un'ex cestista cinese.

## Carriera
Con la Cina ha disputato i Campionati del mondo del 1986.